# Pichichi-trófea
A spanyol futballban a Pichichi-trófeát a Marca sportújság ítéli minden szezonban a legtöbb gólt szerző labdarúgónak. A díj az Athletic Bilbao híres játékosáról, Rafael Moreno "Pichichi"-ről kapta nevét.

## Győztesek

### Primera División
| Szezon    | Játékos             | Nemzetiség          | Klub                   | Gólok | Mérkőzések | Arány |
| --------- | ------------------- | ------------------- | ---------------------- | ----- | ---------- | ----- |
| 1928–29   | Paco Bienzobas      | Spanyol Királyság   | Real Sociedad          | 14    | 18         | 0.778 |
| 1929–30   | Guillermo Gorostiza | Spanyol Királyság   | Athletic Bilbao        | 19    | 18         | 1.056 |
| 1930–31   | Bata                | Spanyol Királyság   | Athletic Bilbao        | 27    | 17         | 1.588 |
| 1931–32   | Guillermo Gorostiza | Spanyol Köztársaság | Athletic Bilbao        | 12    | 15         | 0.8   |
| 1932–33   | Manuel Olivares     | Spanyol Köztársaság | Madrid CF              | 16    | 14         | 1.143 |
| 1933–34   | Isidro Lángara      | Spanyol Köztársaság | Oviedo CF              | 27    | 18         | 1.5   |
| 1934–35   | Isidro Lángara      | Spanyol Köztársaság | Oviedo CF              | 26    | 22         | 1.182 |
| 1935–36   | Isidro Lángara      | Spanyol Köztársaság | Oviedo CF              | 28    | 21         | 1.333 |
| 1939–40   | Víctor Unamuno      | Spanyol Állam       | Athletic Bilbao        | 20    | 22         | 0.909 |
| 1940–41   | Pruden              | Spanyol Állam       | Atlético Aviación      | 30    | 22         | 1.364 |
| 1941–42   | Mundo               | Spanyol Állam       | Valencia CF            | 27    | 25         | 1.08  |
| 1942–43   | Mariano Martín      | Spanyol Állam       | CF Barcelona           | 32    | 23         | 1.391 |
| 1943–44   | Mundo               | Spanyol Állam       | Valencia CF            | 27    | 26         | 1.038 |
| 1944–45   | Telmo Zarra         | Spanyol Állam       | Atlético Bilbao        | 19    | 26         | 0.731 |
| 1945–46   | Telmo Zarra         | Spanyol Állam       | Atlético Bilbao        | 24    | 18         | 1.333 |
| 1946–47   | Telmo Zarra         | Spanyol Állam       | Atlético Bilbao        | 34    | 24         | 1.417 |
| 1947–48   | Pahiño              | Spanyol Állam       | Celta de Vigo          | 23    | 22         | 1.045 |
| 1948–49   | César               | Spanyol Állam       | CF Barcelona           | 28    | 24         | 1.167 |
| 1949–50   | Telmo Zarra         | Spanyol Állam       | Atlético Bilbao        | 25    | 26         | 0.962 |
| 1950–51   | Telmo Zarra         | Spanyol Állam       | Atlético Bilbao        | 38    | 30         | 1.267 |
| 1951–52   | Pahiño              | Spanyol Állam       | Real Madrid            | 28    | 27         | 1.037 |
| 1952–53   | Telmo Zarra         | Spanyol Állam       | Atlético Bilbao        | 24    | 29         | 0.828 |
| 1953–54   | Alfredo Di Stéfano  | Argentína           | Real Madrid            | 27    | 28         | 0.964 |
| 1954–55   | Juan Arza           | Spanyol Állam       | Sevilla CF             | 28    | 29         | 0.966 |
| 1955–56   | Alfredo Di Stéfano  | Argentína           | Real Madrid            | 24    | 30         | 0.8   |
| 1956–57   | Alfredo Di Stéfano  | Argentína           | Real Madrid            | 31    | 30         | 1.033 |
| 1957–58   | Manuel Badenes      | Spanyol Állam       | Valladolid             | 19    | 29         | 0.655 |
| 1957–58   | Ricardo             | Spanyol Állam       | Valencia CF            | 19    | 29         | 0.655 |
| 1957–58   | Alfredo Di Stéfano  | Argentína           | Real Madrid            | 19    | 30         | 0.633 |
| 1958–59   | Alfredo Di Stéfano  | Argentína           | Real Madrid            | 23    | 28         | 0.821 |
| 1959–60   | Puskás Ferenc       | Magyarország        | Real Madrid            | 26    | 24         | 1.083 |
| 1960–61   | Puskás Ferenc       | Magyarország        | Real Madrid            | 27    | 28         | 0.964 |
| 1961–62   | Juan Seminario      | Peru                | Zaragoza               | 25    | 30         | 0.833 |
| 1962–63   | Puskás Ferenc       | Magyarország        | Real Madrid            | 26    | 30         | 0.867 |
| 1963–64   | Puskás Ferenc       | Magyarország        | Real Madrid            | 20    | 25         | 0.8   |
| 1964–65   | Cayetano Ré         | Paraguay            | CF Barcelona           | 25    | 30         | 0.833 |
| 1965–66   | Vavá                | Spanyol Állam       | Elche CF               | 19    | 30         | 0.633 |
| 1966–67   | Waldo               | Brazília            | Valencia CF            | 24    | 30         | 0.8   |
| 1967–68   | Fidel Uriarte       | Spanyol Állam       | Atlético Bilbao        | 22    | 24         | 0.917 |
| 1968–69   | Amancio             | Spanyol Állam       | Real Madrid            | 14    | 29         | 0.483 |
| 1968–69   | José Eulogio Gárate | Spanyol Állam       | Atlético Madrid        | 14    | 30         | 0.467 |
| 1969–70   | Amancio             | Spanyol Állam       | Real Madrid            | 16    | 29         | 0.552 |
| 1969–70   | Luis Aragonés       | Spanyol Állam       | Atlético Madrid        | 16    | 30         | 0.533 |
| 1969–70   | José Eulogio Gárate | Spanyol Állam       | Atlético Madrid        | 16    | 30         | 0.533 |
| 1970–71   | José Eulogio Gárate | Spanyol Állam       | Atlético Madrid        | 17    | 28         | 0.607 |
| 1970–71   | Carles Rexach       | Spanyol Állam       | CF Barcelona           | 17    | 28         | 0.607 |
| 1971–72   | Enrique Porta       | Spanyol Állam       | Granada CF             | 20    | 31         | 0.645 |
| 1972–73   | Marianín            | Spanyol Állam       | Real Oviedo            | 19    | 32         | 0.594 |
| 1973–74   | Quini               | Spanyol Állam       | Real Gijón             | 20    | 34         | 0.588 |
| 1974–75   | Carlos              | Spanyol Állam       | Atlético Bilbao        | 19    | 32         | 0.594 |
| 1975–76   | Quini               | Spanyol Állam       | Sporting de Gijón      | 18    | 34         | 0.529 |
| 1976–77   | Mario Kempes        | Argentína           | Valencia CF            | 24    | 34         | 0.706 |
| 1977–78   | Mario Kempes        | Argentína           | Valencia CF            | 28    | 34         | 0.824 |
| 1978–79   | Hans Krankl         | Ausztria            | FC Barcelona           | 29    | 30         | 0.967 |
| 1979–80   | Quini               | Spanyolország       | Sporting de Gijón      | 24    | 34         | 0.706 |
| 1980–81   | Quini               | Spanyolország       | FC Barcelona           | 20    | 30         | 0.667 |
| 1981–82   | Quini               | Spanyolország       | FC Barcelona           | 26    | 32         | 0.813 |
| 1982–83   | Poli Rincón         | Spanyolország       | Real Betis             | 20    | 30         | 0.667 |
| 1983–84   | Jorge da Silva      | Uruguay             | Real Valladolid        | 17    | 30         | 0.567 |
| 1983–84   | Juanito             | Spanyolország       | Real Madrid            | 17    | 31         | 0.548 |
| 1984–85   | Hugo Sánchez        | Mexikó              | Atlético Madrid        | 19    | 33         | 0.576 |
| 1985–86   | Hugo Sánchez        | Mexikó              | Real Madrid            | 22    | 33         | 0.667 |
| 1986–87   | Hugo Sánchez        | Mexikó              | Real Madrid            | 34    | 41         | 0.829 |
| 1987–88   | Hugo Sánchez        | Mexikó              | Real Madrid            | 29    | 36         | 0.806 |
| 1988–89   | Baltazar            | Brazília            | Atlético Madrid        | 35    | 36         | 0.972 |
| 1989–90   | Hugo Sánchez        | Mexikó              | Real Madrid            | 38    | 35         | 1.086 |
| 1990–91   | Emilio Butragueño   | Spanyolország       | Real Madrid            | 19    | 35         | 0.543 |
| 1991–92   | Manolo              | Spanyolország       | Atlético Madrid        | 27    | 36         | 0.75  |
| 1992–93   | Bebeto              | Brazília            | Deportivo de La Coruña | 29    | 37         | 0.784 |
| 1993–94   | Romário             | Brazília            | FC Barcelona           | 30    | 33         | 0.909 |
| 1994–95   | Iván Zamorano       | Chile               | Real Madrid            | 28    | 38         | 0.737 |
| 1995–96   | Juan Antonio Pizzi  | Spanyolország       | CD Tenerife            | 31    | 41         | 0.756 |
| 1996–97   | Ronaldo             | Brazília            | FC Barcelona           | 34    | 37         | 0.919 |
| 1997–98   | Christian Vieri     | Olaszország         | Atlético Madrid        | 24    | 24         | 1     |
| 1998–99   | Raúl                | Spanyolország       | Real Madrid            | 25    | 37         | 0.676 |
| 1999–2000 | Salva Ballesta      | Spanyolország       | Racing de Santander    | 27    | 36         | 0.75  |
| 2000–01   | Raúl                | Spanyolország       | Real Madrid            | 24    | 36         | 0.667 |
| 2001–02   | Diego Tristán       | Spanyolország       | Deportivo de La Coruña | 21    | 35         | 0.6   |
| 2002–03   | Roy Makaay          | Hollandia           | Deportivo de La Coruña | 29    | 38         | 0.763 |
| 2003–04   | Ronaldo             | Brazília            | Real Madrid            | 24    | 32         | 0.781 |
| 2004–05   | Diego Forlán        | Uruguay             | Villarreal CF          | 25    | 38         | 0.658 |
| 2005–06   | Samuel Eto’o        | Kamerun             | FC Barcelona           | 26    | 34         | 0.765 |
| 2006–07   | Ruud van Nistelrooy | Hollandia           | Real Madrid            | 25    | 37         | 0.676 |
| 2007–08   | Daniel Güiza        | Spanyolország       | RCD Mallorca           | 27    | 37         | 0.73  |
| 2008–09   | Diego Forlán        | Uruguay             | Atlético Madrid        | 32    | 33         | 0.97  |
| 2009–10   | Lionel Messi        | Argentína           | FC Barcelona           | 34    | 35         | 0.971 |
| 2010–11   | Cristiano Ronaldo   | Portugália          | Real Madrid            | 41    | 34         | 1.206 |
| 2011–12   | Lionel Messi        | Argentína           | FC Barcelona           | 50    | 37         | 1.351 |
| 2012–13   | Lionel Messi        | Argentína           | FC Barcelona           | 46    | 32         | 1.438 |
| 2013–14   | Cristiano Ronaldo   | Portugália          | Real Madrid            | 31    | 30         | 1.033 |
| 2014–15   | Cristiano Ronaldo   | Portugália          | Real Madrid            | 48    | 35         | 1.371 |
| 2015–16   | Luis Alberto Suárez | Uruguay             | FC Barcelona           | 40    | 35         | 1.143 |
| 2016–17   | Lionel Messi        | Argentína           | FC Barcelona           | 37    | 34         | 1.088 |
| 2017–18   | Lionel Messi        | Argentína           | FC Barcelona           | 34    | 36         | 0.944 |
| 2018–19   | Lionel Messi        | Argentína           | FC Barcelona           | 36    | 34         | 1.059 |
| 2019–20   | Lionel Messi        | Argentína           | FC Barcelona           | 25    | 33         | 0.758 |
| 2020–21   | Lionel Messi        | Argentína           | FC Barcelona           | 30    | 35         | 0.857 |
| 2021–22   | Karim Benzema       | Franciaország       | Real Madrid            | 27    | 32         | 0.844 |
| 2022–23   | Robert Lewandowski  | Lengyelország       | FC Barcelona           | 23    | 34         | 0.676 |
| 2023–24   | Artem Dovbyk        | Ukrajna             | Girona                 | 24    | 36         | 0.667 |
| 2024–25   | Kylian Mbappé       | Franciaország       | Real Madrid            | 31    | 34         | 0.912 |

### A trófeát legtöbbször elnyerő játékosok
| Játékos             | Nemzetiség          | Díjak | Szezon                                                                 |
| ------------------- | ------------------- | ----- | ---------------------------------------------------------------------- |
| Lionel Messi        | Argentína           | 8     | 2009–10, 2011–12, 2012–13, 2016–17, 2017–18, 2018–19, 2019–20, 2020–21 |
| Telmo Zarra         | Spanyol Állam       | 6     | 1944–45, 1945–46, 1946–47, 1949–50, 1950–51, 1952–53                   |
| Alfredo Di Stéfano  | Argentína           | 5     | 1953–54, 1955–56, 1956–57, 1957–58, 1958–59                            |
| Quini               | Argentína           | 5     | 1973–74, 1975–76, 1979–80, 1980–81, 1981–82                            |
| Hugo Sánchez        | Mexikó              | 5     | 1984–85, 1985–86, 1986–87, 1987–88, 1989–90                            |
| Puskás Ferenc       | Magyarország        | 4     | 1959–60, 1960–61, 1962–63, 1963–64                                     |
| Isidro Lángara      | Spanyol Köztársaság | 3     | 1933–34, 1934–35, 1935–36                                              |
| José Eulogio Gárate | Spanyol Állam       | 3     | 1968–69, 1969–70, 1970–71                                              |
| Cristiano Ronaldo   | Portugália          | 3     | 2010–11, 2013–14, 2014–15                                              |
| Guillermo Gorostiza | Spanyol Királyság   | 2     | 1929–30, 1931–32                                                       |
| Mundo               | Spanyol Állam       | 2     | 1941–42, 1943–44                                                       |
| Pahiño              | Spanyol Állam       | 2     | 1947–48, 1951–52                                                       |
| Amancio Amaro       | Spanyol Állam       | 2     | 1968–69, 1969–70                                                       |
| Mario Kempes        | Argentína           | 2     | 1976–77, 1977–78                                                       |
| Raúl                | Spanyolország       | 2     | 1998–99, 2000–01                                                       |
| Ronaldo             | Brazília            | 2     | 1996–97, 2003–04                                                       |
| Diego Forlán        | Uruguay             | 2     | 2004–05, 2008–09                                                       |

## A legtöbb Pichichi-trófeával rendelkező csapatok
|    | Csapat              | Trófeák | Évek |
| -- | ------------------- | ------- | --- |
| 1  | Real Madrid         | 29      | 1932–33, 1951–52, 1953–54, 1955–56, 1956–57, 1957–58, 1958–59, 1959–60, 1960–61, 1962–63, 1963–64, 1968–69, 1969–70, 1983–84, 1985–86, 1986–87, 1987–88, 1989–90, 1990–91, 1994–95, 1998–99, 2000–01, 2003–04, 2006–07, 2010–11, 2013–14, 2014–15, 2021–22, 2024–25 |
| 2  | Barcelona           | 20      | 1942–43, 1948–49, 1964–65, 1970–71, 1978–79, 1980–81, 1981–82, 1993–94, 1996–97, 2005–06, 2009–10, 2011–12, 2012–13, 2015–16, 2016–17, 2017–18, 2018–19, 2019–20, 2020–21, 2022–23                                                                                  |
| 3  | Athletic Bilbao     | 12      | 1929–30, 1930–31, 1931–32, 1939–40, 1944–45, 1945–46, 1946–47, 1949–50, 1950–51, 1952–53, 1967–68, 1974–75 |
| 4  | Atlético Madrid     | 10      | 1940–41, 1968–69, 1969–70*, 1970–71, 1984–85, 1988–89, 1991–92, 1997–98, 2008–09 |
| 5  | Valencia            | 6       | 1941–42, 1943–44, 1957–58, 1966–67, 1976–77, 1977–78 |
| 6  | Real Oviedo CF      | 4       | 1933–34, 1934–35, 1935–36, 1972–73 |
| 7  | Sporting Gijón      | 3       | 1973–74, 1975–76, 1979–80 |
| 8  | Deportivo La Coruña | 3       | 1992–93, 2001–02, 2002–03 |
| 9  | Real Valladolid CF  | 2       | 1957–58, 1983–84 |
| 10 | Real Sociedad       | 1       | 1928–29 |
| 11 | Celta Vigo          | 1       | 1947–48 |
| 12 | Sevilla             | 1       | 1954–55 |
| 13 | Real Zaragoza       | 1       | 1961–62 |
| 14 | Elche               | 1       | 1965–66 |
| 15 | Granada             | 1       | 1971–72 |
| 16 | Real Betis          | 1       | 1982–83 |
| 17 | Tenerife            | 1       | 1995–96 |
| 18 | Racing Santander    | 1       | 1999–2000 |
| 19 | Villarreal          | 1       | 2004–05 |
| 20 | RCD Mallorca        | 1       | 2007–08 |
| 21 | Girona FC           | 1       | 2023–24 |

- A dőlt betűvel írt évek jelzik, hogy a játékos megosztotta a trófeát.
- * Egy csapaton belül két játékos ugyanabban az évben.

## A legtöbb egymást követő trófeát szerző játékosok
| Játékos             | Ország        | Szezonok száma | Évek                                        |
| ------------------- | ------------- | -------------- | ------------------------------------------- |
| Lionel Messi        | Argentína     | 5              | 2016–17, 2017–18, 2018–19, 2019–20, 2020–21 |
| Alfredo Di Stéfano  | Argentína     | 4              | 1955–56, 1956–57, 1957–58, 1958–59          |
| Hugo Sánchez        | Mexikó        | 4              | 1984–85, 1985–86, 1986–87, 1987–88          |
| Isidro Lángara      | Spanyolország | 3              | 1933–34, 1934–35, 1935–36                   |
| Telmo Zarra         | Spanyolország | 3              | 1944–45, 1945–46, 1946–47                   |
| José Eulogio Gárate | Spanyolország | 3              | 1968–69, 1969–70, 1970–71                   |
| Quini               | Spanyolország | 3              | 1979–80, 1980–81, 1981–82                   |